# Laura Rizzotto
Laura Rizzoto (lettiska: Laura Rizoto), född 18 juli 1994 i Rio de Janeiro, är en lettisk-brasiliansk sångerska. Hon representerade Lettland i Eurovision Song Contest 2018 med låten "Funny Girl" .